# Жјевил
Жјевил (фр. Giéville) насеље је и општина у северној Француској у региону Доња Нормандија, у департману Манш која припада префектури Сен Ло.
По подацима из 2011. године у општини је живело 690 становника, а густина насељености је износила 66,8 становника/km². Општина се простире на површини од 10,33 km². Налази се на средњој надморској висини од 125 метара (максималној 150 m, а минималној 53 m).

## Демографија
| 1962. | 1968. | 1975. | 1982. | 1990. | 1999. | 2011. |
| ----- | ----- | ----- | ----- | ----- | ----- | ----- |
| 507   | 508   | 457   | 556   | 618   | 587   | 690   |

График промене броја становника у току последњих година